# 누에바 트로바
누에바 트로바(스페인어: Nueva trova)는 1959년 쿠바 혁명 이후 1967/68년경에 등장한 쿠바 음악의 운동으로, 이에 따른 정치와 사회적 변화다.
누에바 트로바는 전통적인 트로바에 뿌리를 두고 있지만, 그것의 내용이 가장 넓은 의미에서 정치적인 것이기 때문에 그것과 다르다. 전통 민요 관용구와 '진보적'을 결합하고 종종 정치화된 가사를 결합한다. 중남미, 특히 칠레와 아르헨티나의 누에바 칸시온과 관련이 있다. 누에바 트로바 음악가들 중 몇몇은 당시의 록과 팝의 영향을 받았다.
누에바 트로바는 피델 카스트로의 혁명과의 연관성, 그리고 사회주의, 불의, 성차별, 식민주의, 인종차별주의 그리고 이와 유사한 '심각한' 문제들에 집중함으로써 삶의 진부함을 벗어나려고 했던 가사에 의해 정의된다. 하이디 산타마리아는 이 운동의 창시자 겸 후원자였다.

## 영향
누에바 트로바는 범라틴 아메리카의 "신곡 운동"의 한 측면이었는데, 이는 자명하게 문학적이고 형식적이며 교육적인 가사를 사용하는 경향이 있었다. 또 다른 영향으로는 1940년대 후반에서 1960년대 초반의 낭만적인 노래 운동인 필린(filín)(감정(feeling))이 있었다. 파블로 밀라네스는 그 중 한 사람으로 필린 가수였다.

## 사양
누에바 트로바는 1970년대에 전성기를 맞았지만 소련이 붕괴되기 전에 이미 쇠퇴하고 있었다. 누에바 트로바 운동에서 비정치적인 스타일의 예를 찾아볼 수 있는데, 예를 들어, 가사가 사랑과 고독과 같은 보다 전통적인 주제에 집중되어 나머지 부분과 공유하는 류바 마리아 헤비아는 매우 시적인 스타일을 찾아볼 수 있다. 반면 카를로스 바렐라는 쿠바에서 카스트로 혁명의 일부 측면에 대해 공개적으로 비판한 것으로 유명하다.
처음에는 그렇게 인기가 많았던 누에바 트로바는 이미 퇴색하고 있었지만 소련의 몰락으로 타격을 받았다. 쿠바 내에서는 일당 지배에 대한 환멸이 심해지고, 외부적으로는 부에나 비스타 소셜 클럽 영화와 음반과의 뚜렷한 대조를 이루면서 고통을 겪었다. 전 세계의 관객들은 오래된 형태의 쿠바 음악의 비범한 매력과 음악적 질에 눈을 떴다. 대조적으로, 1960년대와 1970년대에 매우 관련이 있어 보였던 주제적인 주제들은 오래되고 멀어졌다. 어쨌든, 카를로스 푸에블라의 〈아스타 시엠프레〉가 눈에 띄는 높은 음악적이고 서정적인 작품들은 아마도 쿠바가 지속되는 한 지속될 것이다.